# 依岡隆児
依岡 隆児（よりおか りゅうじ、1961年 - ）は、日本のドイツ文学者。徳島大学教授。
専門はギュンター・グラス。

## 略歴
高知県生まれ。1985年筑波大学第2学群比較文化学類卒業。1989年東京都立大学 (1949-2011)大学院人文科学研究科博士課程中退、徳島大学教養部助手、1991年講師、1993年同総合科学部講師、1994年助教授。2005年「ギュンター・グラスの内省的語り 語りの構造と媒体性の考察」で東北大学文学博士。2007年教授、2009年ソシオ・アーツ・アンド・サイエンス研究部教授。2011年から国際日本文化研究センター客員教授。

## 著書
- 『ギュンター・グラスの世界 その内省的な語りを中心に』（鳥影社・ロゴス企画） 2007
- 『読書のススメ 四国から、グローカルに』（徳島新聞社） 2010
- 『ギュンター・グラス 「渦中」の文学者』（集英社新書） 2013

## 翻訳
- 『女ねずみ』（ギュンター・グラス、高本研一共訳、国書刊行会、Contemporary writers 文学の冒険） 1994
- 『鈴蛙の呼び声』（ギュンター・グラス、高本研一共訳、集英社） 1994
- 『玉ねぎの皮をむきながら』（ギュンター・グラス、集英社） 2008

## 参考
- 徳島大学: